# Neufbosc
Neufbosc település Franciaországban, Seine-Maritime megyében. Lakosainak száma 403 fő (2022. január 1.). Neufbosc Bosc-Mesnil, Bradiancourt, Montérolier, Sainte-Geneviève és Saint-Martin-Osmonville községekkel határos.

## Népesség
A település népességének változása:
| Lakosok száma | 394  | 400  | 411  | 403  | 401  | 400  | 403  | 403  | 403  |
|               | 2013 | 2015 | 2016 | 2017 | 2018 | 2019 | 2020 | 2021 | 2022 |